# Приятное и полезное препровождение времени
«Приятное и полезное препровождение времени» — в Российской империи периодическое издание, выходившее в Москве в 1794—1798 годы, два раза в неделю, при «Московских ведомостях». Название отсылает к крылатой фразе «сочетать приятное с полезным» из «Искусства поэзии» Горация.
Являлся как бы продолжением «Чтения для вкуса, разума и чувствований», издававшегося также при «Московских ведомостях». Издателями его были X. Ридигер и X. Клаудий, редакторами — поначалу один В. С. Подшивалов, затем Подшивалов совместно с П. А. Сохацким, наконец, один Сохацкий.
Каждая из первых восьми частей, вышедших под редакцией Подшивалова (1794—1795), начиналась лирической статьей в прозе самого редактора, например: «К сердцу», «К жизни», «К уму», «К смерти», «Желание», «Предприимчивость» и т. п.
В издании принимали участие почти все известные писатели и писательницы нового — карамзинского — направления. Здесь дебютировали на литературном поприще А. Мерзляков, М. Л. Магницкий и впервые появились стихотворения В. А. Жуковского и М. Е. Пруцкого.
В нём печатались А. Воейков, И. Дмитриев, В. Измайлов, И. Крылов, В. Пушкин, князь Г. А. Хованский и многие другие, в том числе и женщины-писательницы: Е. В. Кологривова, сёстры Александра и Наталья Магницкие, княгиня Н. П. Оболенская, княгиня Е. В.  Щербатова, княгиня А. И.  Шаликова и др.